# Hockey Club Forte dei Marmi 2019-2020
Questa voce raccoglie le informazioni riguardanti l'Hockey Club Forte dei Marmi nelle competizioni ufficiali della stagione 2019-2020.

## Maglie e sponsor
Lo sponsor ufficiale per la stagione 2019-2020 è GDS Impianti.
| 1ª divisa | 2ª divisa |

## Organigramma societario
- Presidente: Piero Tosi
- Vicepresidente:
- Consiglieri:
- Direttore sportivo:
- Segretaria:
- Addetto stampa:

## Organico

### Giocatori
Dati tratti dal sito internet ufficiale della Federazione Italiana Sport Rotellistici.
| N° | Naz.              | Ruolo    | Sportivo            |  |  |  |
| -- | ----------------- | -------- | ------------------- |  |  |  |
| 2  | Italia (bandiera) | Esterno  | Davide Motaran      |  |  |  |
| 4  | Italia (bandiera) | Esterno  | Lorenzo Giovannetti |  |  |  |
| 5  | Italia (bandiera) | Esterno  | Federico Ambrosio   |  |  |  |
| 7  | Spagna (bandiera) | Esterno  | Jordi Burgaya       |  |  |  |
| 17 | Spagna (bandiera) | Esterno  | Xavier Rubio        |  |  |  |
| 18 | Spagna (bandiera) | Esterno  | Marti Casas Lozano  |  |  |  |
| 22 | Italia (bandiera) | Portiere | Riccardo Gnata      |  |  |  |
| 67 | Italia (bandiera) | Esterno  | Cosimo Mattugini    |  |  |  |
| 74 | Italia (bandiera) | Portiere | Leonardo Bertozzi   |  |  |  |
| 77 | Italia (bandiera) | Esterno  | Giacomo Maremmani   |  |  |  |

### Staff tecnico
- 1º Allenatore:  Pierluigi Bresciani
- 2º Allenatore:  Valter Luisi
- Meccanico:  Andrea Giovannetti e  Daniele Ulivi